# Zeri
Zeri ist eine italienische Gemeinde mit 919 Einwohnern (Stand 31. Dezember 2023) in der Provinz Massa-Carrara in der Region Toskana.

## Geografie

Lage von Zeri in der Provinz Massa-Carrara

Die Gemeinde liegt etwa 160 km nordwestlich der Regionalhauptstadt Florenz, rund 60 km nordwestlich von Massa und 53 km nordwestlich von Carrara im Bistum Massa Carrara-Pontremoli. Sie ist die westlichste und eine der nördlichsten Gemeinden der Toskana und Teil der antiken Region Lunigiana. Sie grenzt an die Regionen Emilia-Romagna (Provinz Parma) und Ligurien (Provinz La Spezia). Die Gemeinde ist eine Comune sparso (verstreute Gemeinde), die keinen namensgebenden Hauptort hat. Rathaussitz ist der Ortsteil Patigno. Der Ort liegt zwischen dem Magra-Tal (Val di Magra) und dem Vara-Tal (Val di Vara) in der klimatischen Einordnung italienischer Gemeinden in der Zone F, 3 136 GG. Wichtige Gewässer im Gemeindegebiet sind die Torrenti Gordana (10 von 15 km im Gemeindegebiet) und Teglia (4 von 13 km), die alle zum Flusssystem der Magra gehören.
Zu den Ortsteilen (frazioni) zählen Antara (815 m, ca. 10 Einwohner), Bergugliara (837 m, ca. 40 Einwohner), Bosco di Rossano (638 m, ca. 35 Einwohner), Chiesa di Rossano (702 m, ca. 40 Einwohner), Castello (727 m, ca. 40 Einwohner), Codolo (Codolo-Chiesa und Codolo di Sotto, 568–582 m, insgesamt ca. 35 Einwohner), Coloretta (674 m, ca. 260 Einwohner), Noce (603 m, ca. 70 Einwohner), Paretola (681 m, ca. 30 Einwohner), Patigno (Hauptort mit Rathaussitz, 708 m, ca. 230 Einwohner), Valditermine (649 m, ca. 40 Einwohner), Villaggio degli Aracci (1193 m, ca. 10 Einwohner) und Valle (684 m, ca. 30 Einwohner).
Die Nachbargemeinden sind Albareto (PR), Mulazzo, Pontremoli, Rocchetta di Vara (SP), Sesta Godano (SP) und Zignago (SP).

## Geschichte
Die Gemeinde entstand 1777 im Zuge der Gebietsreformen unter Großherzog Pietro Leopoldo. Vorher gehörte sie zu Pontremoli.

## Sehenswürdigkeiten

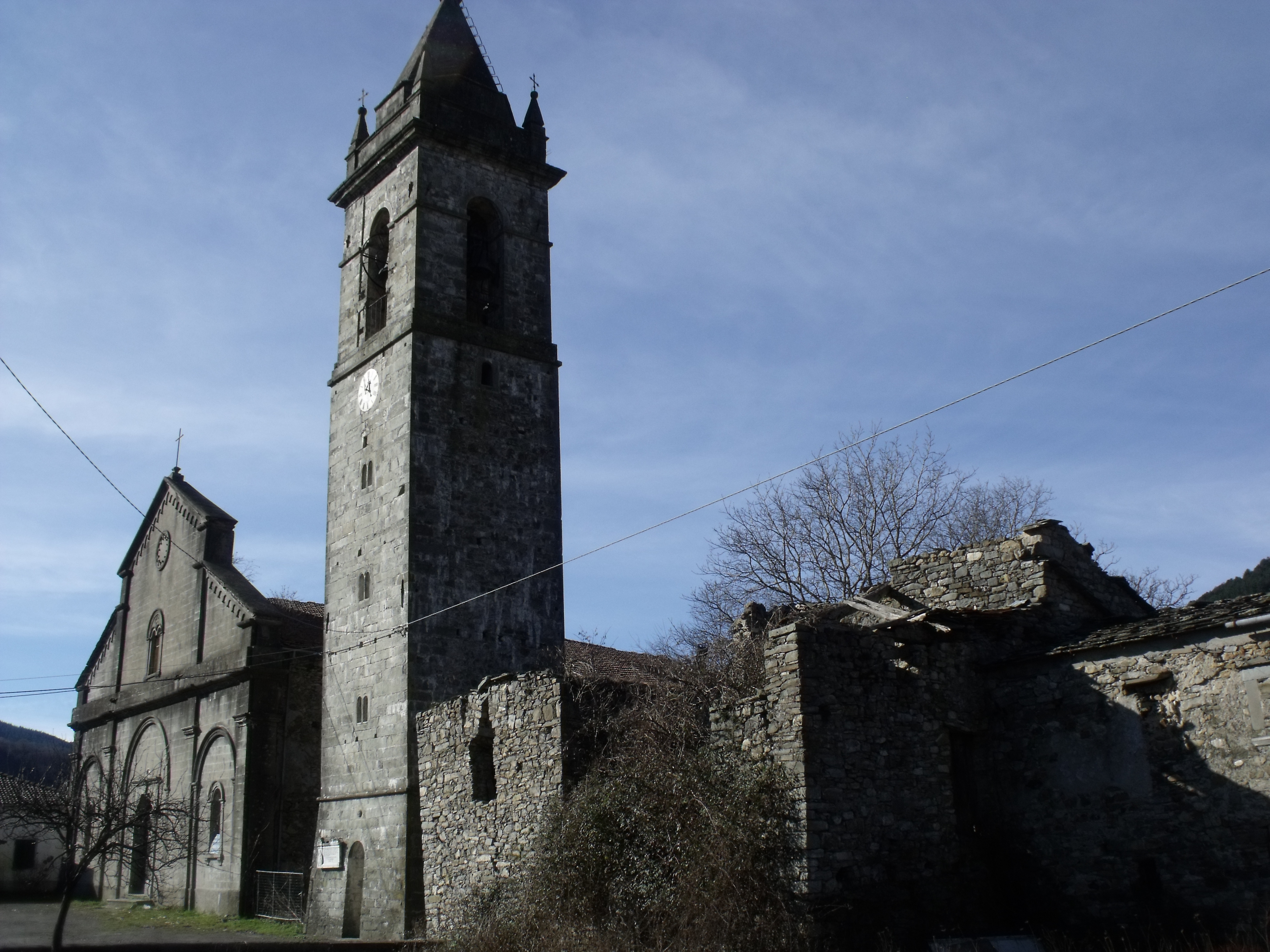
Frontansicht der Kirche San Lorenzo in Patigno

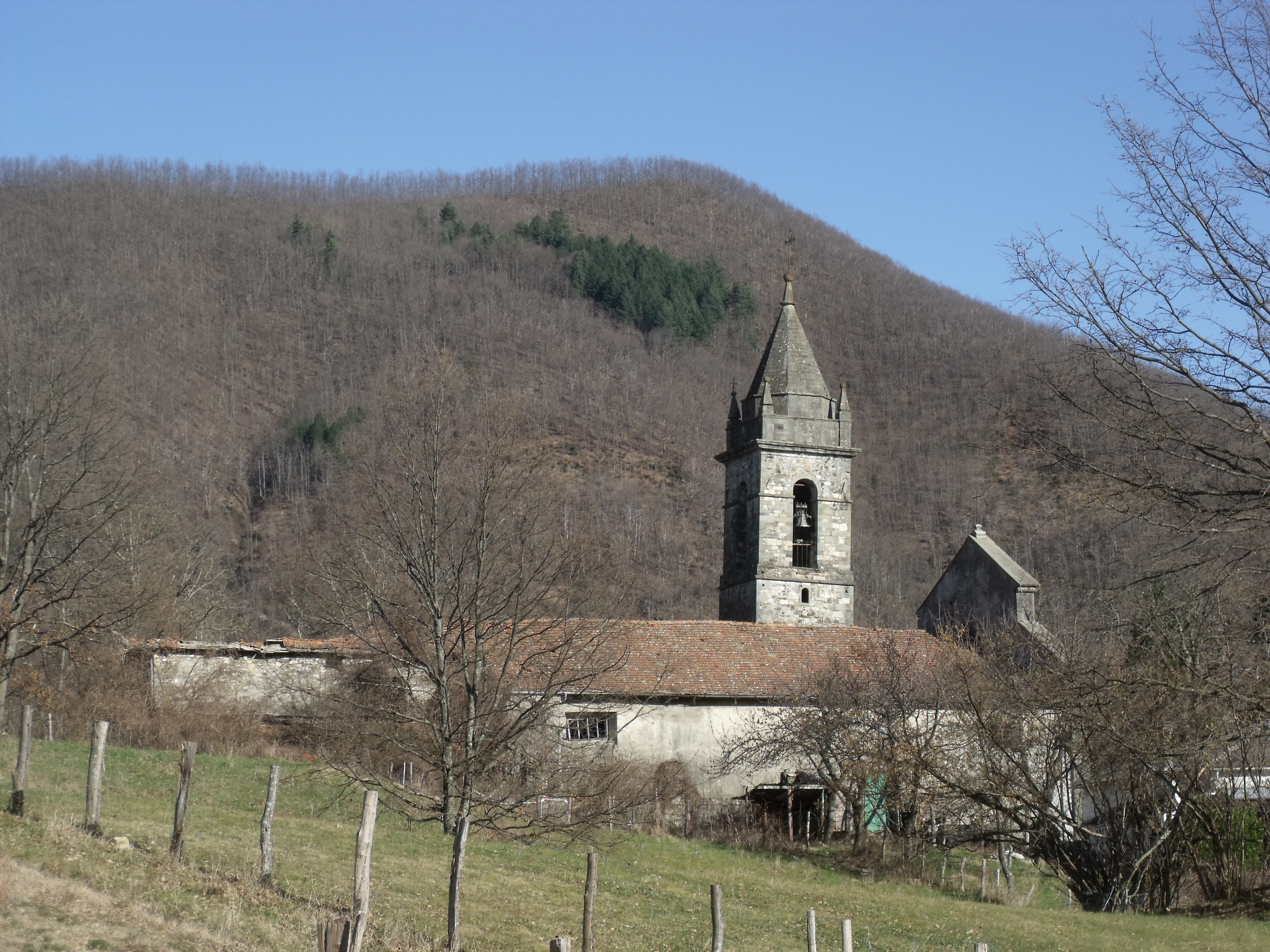
Seitenansicht der Kirche San Lorenzo in Patigno

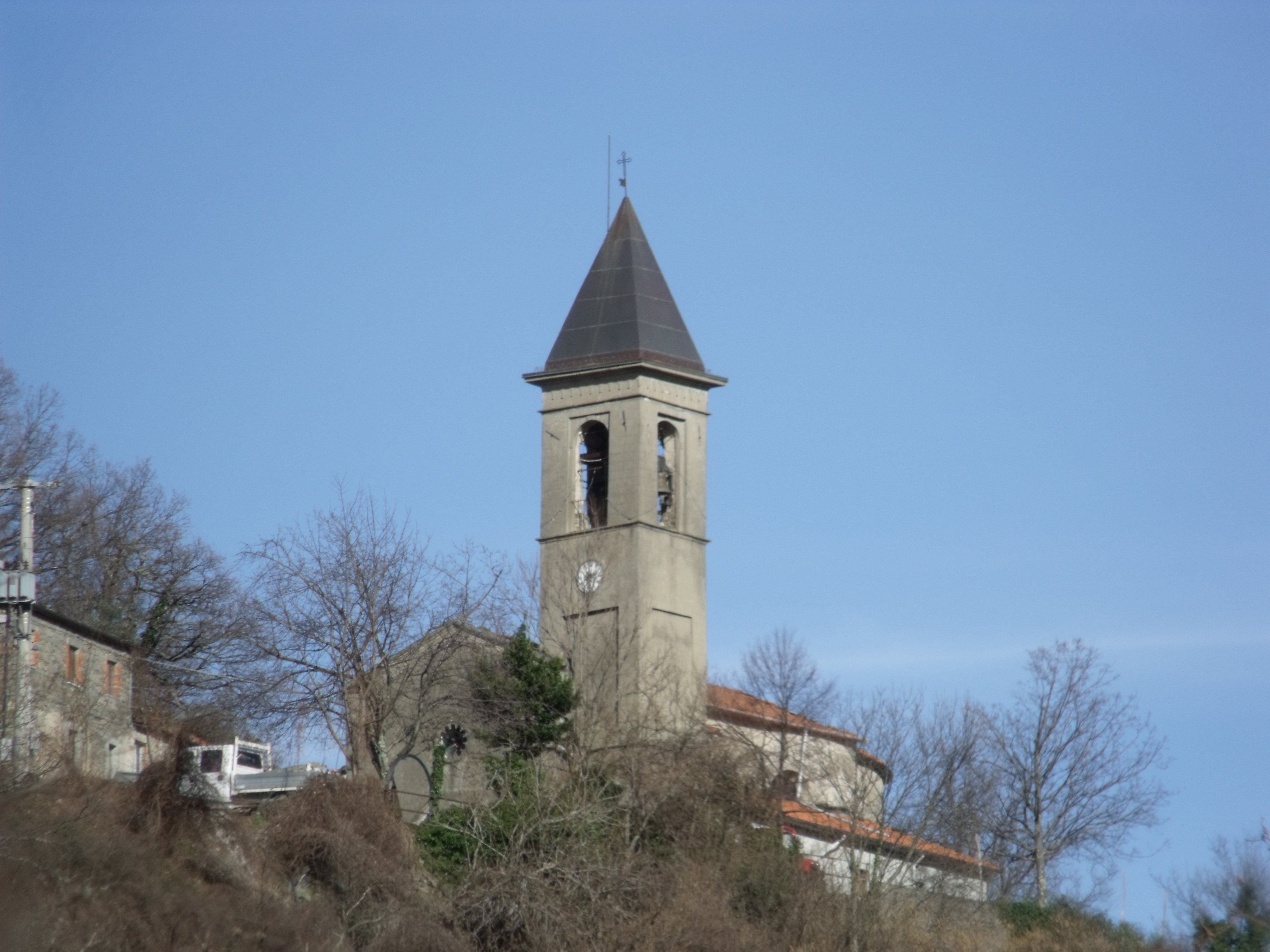
Die Kirche Santa Felicita in Codolo

- Castello di Zeri, heutige Burgruine.[7]
- Chiesa di San Lorenzo, Kirche des Bistums La Spezia-Sarzana-Brugnato im Ortsteil Patigno, wahrscheinlich schon vor 1133 als Ableger der Pieve Saliceto von Pontremoli entstanden. Die Glocke von 1402 wurde von Pietro di Pontremoli gegossen.[8]
- Chiesa di San Giovanni Battista a Chioso di Rossano, Kirche mit Eingangstor aus dem Jahr 1604 und einer Glocke aus dem Jahr 1686.[9]
- Chiesa di San Medardo a Chiesa di Rossano, Kirche aus dem 19. Jahrhundert, die über einer mittelalterlichen Kirche entstand. Von der mittelalterlichen Kirche blieb der Campanile.[10]
- Chiesa di Santa Felicita im Ortsteil Codolo.
- Chiesa di Santa Maria Maddalena a Valle di Adelano, Parochialkirche.[11]
- Chiesa di San Rocco im Ortsteil Coloretta, seit 1920 Parochialkirche.[12]
- Oratorio di Sant’Agata, Oratorium in Patigno aus dem 17. Jahrhundert.[13]
- Oratorio di Sant’Agostino a Castello, 1672 erwähntes Oratorium, das wahrscheinlich älter ist.[14]
- Oratorio di Santa Maria Assunta a Valle, 1817 erwähntes Oratorium.[15]
- Oratorio di San Bernardo a Montelama, bereits 1568 dokumentiertes Oratorium.[16]
- Oratorio di Santa Croce, Oratorium aus dem 17. Jahrhundert nahe Coloretta.[17]
- Oratorio di Santa Elisabetta, 1610 entstandenes Oratorium.[18]
- Oratorio di San Genesio, Oratorium in Rossano aus dem 17. Jahrhundert.[19]
- Oratorio di San Giovanni, bereits 1470 erwähntes Oratorium.[20]
- Oratorio della Natività di Maria, Oratorium nahe Patigno aus dem 17. Jahrhundert.[21]
- Oratorio di Santa Maria Maddalena, 1644 entstandenes Oratorium.[22]
- Oratorio di San Pellegrino, vor 1568 entstandenes Oratorium. Wurde 1902 und 1982 restauriert.[23]
- Oratorio dello Spirito Santo, Oratorium aus dem Jahr 1742 im Ortsteil Noce, Località Canale.[24]